# 李崠山
李崠山（泰雅語： 或 ），又作李棟山，日治時期亦稱山頂西側的山頭為太田山，是臺灣桃園市復興區高義里與新竹縣尖石鄉玉峰村、新樂村交界的一座山，屬雪山山脈，海拔1913.6公尺，為台灣小百岳之一，也是高義里與新樂村最高峰。山頂立有一等三角點基石，附近留有日治時期建造的李崠隘勇監督所，2003年以「TAPUNG古堡」之名登錄為新竹縣定古蹟。該山為玉峰溪上游數條支流與寶里苦溪的發源地，山脊呈東北—西南走向，西方連接大混山、道下山等山，東方連接泰平山、馬望僧侶山等山，構成大漢溪與油羅溪的分水嶺，並有山徑連接各山。
李崠山東南麓建有李棟山莊，為退伍榮民朱萬鶴於1980年獨立興建，並常駐於此。2018年11月，山莊發生火災，高齡的朱萬鶴因而遷居山下的榮民之家，由當地泰雅語教師蔡清郎接任第二代莊主。

## 歷史
「李崠」一名的由來已無從考證，此名稱於1910年代的地圖中已經出現。「崠」是客家話對山頂的稱呼，一說當地的客家人可能原稱「裡崠」，即最裡面的高山，後來被日本人訛記為「李崠」，遂沿用至今。
李崠山位於泰雅族馬里闊丸群（Mrqwang）、基那吉群（Mknazi）與卡奧灣群（Gaogan）的傳統領域，泰雅語稱  或 ，意為「青苔之山」或「蕨之山」，其中山頂又稱 ，指草地或苔蘚，有植被豐富，人跡罕至的意涵。
日治前期，李崠山一帶作為臺灣總督府在新竹地區的理蕃起點，設有許多隘勇線與駐在所，其中隘勇線據點數量一度佔了全臺灣的三分之一，而李崠山山頂的隘勇監督所也是此時所建。當地的泰雅族人為抵抗隘勇線與樟木等森林資源的掠奪，曾與日警多次爆發衝突，當中以1911年、1912年與1913年三次大規模衝突最為慘烈，日警一度動用重兵器向當地部族進攻，時任臺灣總督佐久間左馬太更曾親自坐鎮兩個月，是為李崠山事件。三次戰役最後皆以泰雅族人降服，日警隘勇線成功推進告終。